# 汪康谣
汪康谣（？—？），字淡衷，號鹤嶼，直隸休寧縣（今安徽省）人，明朝政治人物，進士出身。

## 生平
萬曆十九年（1591年），汪康谣舉辛卯科應天鄉試，萬曆四十一年（1613年）登癸丑科进士。初授浙江諸暨縣知县，曾任福建漳州府知府。官至福宁分巡道副使。